# Leslie G. Valiant
Leslie Gabriel Valiant (* 28. března 1949, Budapešť, Maďarsko) je britský informatik.
Nejvýznamnější je jeho přínos v oblasti výpočetní složitosti, ale zabývá se i strojovým učením a neuropočítáním, kde se zaměřuje především na principy paměti a učení se. Je také autorem konceptu holografických algoritmů. Je držitelem Turingovy ceny za rok 2010 a Knuthovy ceny za rok 1997.